# 安龙角蟾
安龙角蟾（学名：Boulenophrys anlongensis）一种于中华人民共和国贵州省黔西南布依族苗族自治州安龙县发现的两栖动物，隶属于角蟾科布角蟾属。其种加词“anlongensis”意为“安龙县的”。

## 形态特征
安龙角蟾体型中等，雄蟾体长40.0～45.5毫米，雌蟾体长48.9～51.2毫米。身体背部皮肤粗糙，呈棕色，背部中部具有疣粒组成的不明显的X形脊，眶间有倒三角形斑纹；大腿和小腿背部有四条黑色横纹；身体腹面为棕色，有白色斑点。

## 保护
本种于2023年被收录入《有重要生态、科学、社会价值的陆生野生动物名录》。